# ۰۰۷: جواز قتل
۰۰۷: جواز قتل (به انگلیسی: 007: Licence to Kill) یک بازی ویدئویی در سبک اکشن و شوتم آپ از مجموعه بازی‌های جیمز باند است که براساس فیلمی به همین نام توسط شرکت Quixel در سال ۱۹۸۹ تولید و در همان سال توسط شرکت دومارک سافتور منتشر گردید. این بازی درابتدا برای سیستم عامل داس منتشر گردید و سپس نسخهٔ سازگار شده از آن برای آمیگا، آمستراد سی‌پی‌سی، آتاری اس‌تی، کمودور ۶۴، ام‌اس‌ایکس و زد-ایکس اسپکتروم عرضه شد.

## گیم‌پلی
هدف از این بازی گرفتن انتقام مرگ فِلیکس لِیتر  می‌باشد که توسط سانچز رئیس باند مواد مخدر کشته شده‌است. این بازی متشکل از مراحل متنوعی از ماشین رانی، قایق سواری و... است. در حین عبور از مراحل مختلف، قهرمان بازی باید با دشمنان جنگیده یا از گلوله‌های آنان فرار کند و در بعضی مواقع آیتم‌هایی را جمع‌آوری نماید. گرافیک این بازی به صورت دوبعدی و حرکت صفحه به‌طور عمودی از بالا به پایین است.

## سازندگان بازی
| طراحان | - کالین باسوِل: آمیگا - پل مارگرِیو: آتاری اس تی - مارکوس گودِی: داس - کریس وِست: کمودور ۶۴ |
| گرافیک | تونی وِست                                                                                |

## معادل انگلیسی
1. ↑  Felix Leiter
2. ↑  Sanchez
3. ↑  Colin Boswell
4. ↑  Paul Margrave
5. ↑  Marcus Goodey
6. ↑  Chris West
7. ↑  Tony West